# Festuca adamovicii
Festuca adamovicii är en gräsart som först beskrevs av St.-yves, och fick sitt nu gällande namn av Markgr.-dann. Festuca adamovicii ingår i släktet svinglar, och familjen gräs. Inga underarter finns listade i Catalogue of Life.